# San Nazzaro Val Cavargna
San Nazzaro Val Cavargna là một đô thị ở tỉnh Como trong vùng Lombardia, có cự ly khoảng 70 km về phía bắc của Milano và khoảng 30 km về phía bắc của Como, on the border with Switzerland. Tại thời điểm ngày 31 tháng 12 năm 2004, đô thị này có dân số 396 người và diện tích là 13,3 km².
San Nazzaro Val Cavargna giáp các đô thị: Carlazzo, Cavargna, Garzeno, Germasino, San Bartolomeo Val Cavargna, Sant'Antonio (Thụy Sĩ), Val Rezzo.